# 小高富士夫
小高 富士夫（こだか ふじお）は、日本の実業家。むさし証券株式会社代表取締役社長を経て代表取締役会長。

## 来歴
栃木県出身。駒澤大学法学部卒業。1979年、山文証券（現むさし証券）入社。2006年、取締役常務執行役員。
2008年、そしあす証券代表取締役社長に就任。2010年5月、そしあす証券と武蔵証券が合併し、むさし証券が誕生。むさし証券代表取締役社長。
2011年8月、のぞみ証券と合併。2015年7月、三栄証券を吸収合併。
2019年、代表取締役会長。